# Tijdswaarde van geld
Tijdswaarde van geld (Engels: time value of money, TVM) is de waarde van geld rekening houdend met een verondersteld renteniveau over een bepaalde periode. TVM vormt een centraal concept in de financiële economie. De gedachte achter het concept is dat iemand liever nu dan bijvoorbeeld over een jaar een bepaald bedrag ontvangt, aangezien hij dan in dit jaar een bepaald rendement kan halen, ter hoogte van bijvoorbeeld de spaarrente.